# Villiers (Neuchâtel)
Villiers es una localidad y antigua comuna suiza del cantón de Neuchâtel, situada en el distrito de Val-de-Ruz. Desde el 1 de enero de 2013 hace parte de la comuna de Val-de-Ruz.

## Historia
La primera mención escrita de Villiers data de 1191 bajo el nombre de in Vilar, 1308 es mencionada como de Villier. La comuna mantuvo su autonomía hasta el 31 de diciembre de 2012. El 1 de enero de 2013 pasó a ser una localidad de la comuna de Val-de-Ruz, tras la fusión de las antiguas comunas de Boudevilliers, Cernier, Chézard-Saint-Martin, Coffrane, Dombresson, Engollon, Fenin-Vilars-Saules, Fontainemelon, Fontaines, Les Geneveys-sur-Coffrane, Les Hauts-Geneveys, Montmollin, Le Pâquier, Savagnier y Villiers.

## Geografía
La antigua comuna limitaba al norte con las comunas de Le Pâquier, Saint-Imier (BE) y Villeret (BE), al este con Nods (BE), Lignières y Enges, al sur con Savagnier, y al oeste con Dombresson.